# Anatole alma
Anatole alma är en fjärilsart som beskrevs av John Kern Strecker. Anatole alma ingår i släktet Anatole och familjen Riodinidae. Inga underarter finns listade i Catalogue of Life.